# East Farmingdale
East Farmingdale es un lugar designado por el censo ubicado en el condado de Suffolk en el estado estadounidense de Nueva York. En el año 2000 tenía una población de 5,400 habitantes y una densidad poblacional de 387.6 personas por km².

## Geografía
East Farmingdale se encuentra ubicada en las coordenadas 40°43′30″N 73°25′34″O / 40.72500, -73.42611 Según la Oficina del Censo, la ciudad tiene un área total de 16,2 km² (6,3 mi²), de la cual 16,2 km² (6,3 mi²) es tierra y 0 km² (0 mi²) (0.56%) es agua.

## Demografía
Según la Oficina del Censo en 2000 los ingresos medios por hogar en la localidad eran de $68,125, y los ingresos medios por familia eran $71,726. Los hombres tenían unos ingresos medios de $51,332 frente a los $32,188 para las mujeres. La renta per cápita para la localidad era de $25,466. Alrededor del 7.0% de la población estaban por debajo del umbral de pobreza.